# META (český podnik)
META bylo označení pro výrobní podnik Svazu invalidů v České socialistické republice a České republice.
META byla založena na základě usnesení sjezdu českého sdružení Svazu invalidů z 12. dubna 1969. Zřizovací listina byla vydána 19. března 1970 a do podnikového rejstříku byla zapsána dnem 12. května 1970. Své provozovny měla na mnoha místech republiky.
Svaz invalidů byl finančně napojen na stát. Ten později dokonce rozhodl, že daně podniků META bude moci využít přímo Svaz invalidů; místo státu tedy byly odváděny Svazu. Organizační struktury byly  podobné  krajům. Každý kraj měl své řediteství a k ní přináležijí  provozovny rozseté po celém jednotlivém kraji. Nejvyšší vedení podniku META pak bylo v Brně. Výrobní program byl založen jak na vlastní výrobě, tak na kooperační práci s různými podniky. Převážně pak šlo o montážní práce. Meta zaměstnávala jak dílenské pracovníky, tak i ve značném rozsahu domácí pracovníky. Těm  práci rozvážela a stahovala přímo z bydliště vlastními dopravními prostředky. Zabývala se i vývojem a výrobou vlastních pomůcek pro zdravotně postižené, od mechanických až po elektronická zařízení sloužící mnohým zdravotně postiženým. 
V sedmdesátých a osmdesátých letech byla v podniku META zaměstnána řada disidentů (např. Ivan M. Havel, Pavel Zajíček, Martin Palouš, Jan Brabec a další).  
Po sametové revoluci byly provozovny META privatizovány (např. prostřednictvím přeměny na obchodní společnost). Název META dnes užívají některá výrobní družstva invalidů.